# Lake Poinsett
Lake Poinsett – jednostka osadnicza w Stanach Zjednoczonych, w stanie Dakota Południowa, w hrabstwie Dewey.